# Ökoroutine
Ökoroutine ist ein in der umweltpolitischen Diskussion verwendeter Begriff, der besagt, dass ökologisch verantwortliche Handlungen überwiegend durch strukturelle Veränderungen zur Routine werden. Er basiert auf der Strukturationstheorie von Anthony Giddens. Demnach beeinflussen sich Handlungen und Struktur immer gegenseitig. Im Verständnis der Ökoroutine sind die politischen Rahmenbedingungen so zu gestalten, dass die Alltagsroutinen der Bürger nachhaltiger werden. Diese wiederum können strukturelle Veränderungen durch ihre Handlungen bewirken, etwa in Form von politischem Engagement.

## Herkunft
Bekannt wurde die Begriffsschöpfung durch den Buchtitel „Ökoroutine. Damit wir tun, was wir für richtig halten“ von Michael Kopatz. Er diskutiert darin das umweltpolitische Dauerproblem, inwiefern Umweltbewusstsein in entsprechendes Handeln mündet. Nach dem analytischen Teil finden sich in dem Buch zu verschiedenen Sektoren (u. a. Landwirtschaft, Verkehr, Energie) Vorschläge für Strategien und Maßnahmen, um die sogenannte Diskrepanz zwischen Umweltbewusstsein und Umweltverhalten mithilfe von strukturellen bzw. systemischen Veränderungen zu überwinden.